# 2012–2013-as magyar férfi röplabdabajnokság
A 2012–2013-as magyar férfi röplabdabajnokság a hatvannyolcadik magyar röplabdabajnokság volt. A bajnokságban tizenkét csapat indult el, az előző évi első helyezett az osztrák, magyar, szlovák, horvát és szlovén csapatok részvételével tartott Közép-európai Ligában szerepelt, a többiek két kört játszottak (az ifjúsági válogatott csak egy kört játszott). Az alapszakasz után a Közép-európai Ligában szereplő csapat és az 1-7. helyezettek play-off rendszerben játszottak a végső helyezésekért.
A Kecskeméti SE új neve Kecskeméti RC lett.

## Alapszakasz
| #   | Csapat                   | M  | Gy | GyD | VD | V  | Sz+ | Sz- | P  | Megjegyzés |
| --- | ------------------------ | -- | -- | --- | -- | -- | --- | --- | -- | ---------- |
| 1.  | Kádár Kecskeméti RC      | 17 | 16 | 1   | 0  | 0  | 51  | 8   | 50 |            |
| 2.  | Dági KSE                 | 17 | 12 | 1   | 1  | 3  | 42  | 17  | 39 |            |
| 3.  | Dunaferr SE              | 17 | 11 | 0   | 2  | 4  | 39  | 24  | 35 |            |
| 4.  | Szolnoki Főiskola RK SI  | 17 | 6  | 4   | 2  | 5  | 36  | 32  | 28 |            |
| 5.  | Vegyész RC Kazincbarcika | 17 | 7  | 2   | 2  | 6  | 35  | 29  | 27 |            |
| 6.  | MAFC-BME-Mapei           | 17 | 5  | 2   | 1  | 9  | 28  | 35  | 20 |            |
| 7.  | Pécsi TE-PEAC            | 17 | 5  | 1   | 1  | 10 | 22  | 36  | 18 |            |
| 8.  | ifjúsági válogatott      | 9  | 4  | 0   | 1  | 4  | 18  | 18  | 13 |            |
| 9.  | Sümegi RE                | 17 | 3  | 1   | 2  | 11 | 21  | 44  | 13 |            |
| 10. | Debreceni EAC            | 17 | 0  | 0   | 0  | 17 | 2   | 51  | 0  |            |
| 11. | Gergi Háló-Csepeli RC    | -  | -  | -   | -  | -  | -   | -   | -  | Kizárva    |

* M: Mérkőzés Gy: Győzelem GyD: Győzelem döntő szettben VD: Vereség döntő szettben V: Vereség Sz+: Nyert szett Sz-: Vesztett szett P: Pont

## Rájátszás
Negyeddöntő: Fino Kaposvár SE–Pécsi TE-PEAC 3:0, 3:0, 3:0 és Kádár Kecskeméti RC–MAFC-BME-Mapei 3:0, 3:2, 3:0 és Dági KSE–Vegyész RC Kazincbarcika 1:3, 3:1, 3:0, 3:1 és Dunaferr SE–Szolnoki Főiskola RK SI 3:0, 3:1, 3:0
Elődöntő: Fino Kaposvár SE–Dunaferr SE 3:0, 3:1, 3:0 és Kádár Kecskeméti RC–Dági KSE 3:0, 3:0, 3:0
Döntő: Fino Kaposvár SE–Kádár Kecskeméti RC 3:0, 3:1, 3:0
3. helyért: Dági KSE–Dunaferr SE 3:2, 2:3, 3:1, 1:3, 3:2
5–8. helyért: Szolnoki Főiskola RK SI–Pécsi TE-PEAC 3:0, 3:0 és Vegyész RC Kazincbarcika–MAFC-BME-Mapei 3:0, 2:3, 3:1
5. helyért: Szolnoki Főiskola RK SI–Vegyész RC Kazincbarcika 2:3, 0:3
7. helyért: MAFC-BME-Mapei–Pécsi TE-PEAC 3:1, 3:1